# Peronura clavigera
Peronura clavigera är en insektsart som beskrevs av Karsch 1889. Peronura clavigera ingår i släktet Peronura och familjen vårtbitare. Inga underarter finns listade i Catalogue of Life.